# 曾喜祥
曾喜祥（？—），男，中华人民共和国政治人物，曾任福建省人大常委会秘书长、副主任，福建省慈善总会名誉会长。